# بيتر رينولدز (ملحن)
بيتر رينولدز (بالإنجليزية: Peter Reynolds)‏ هو ملحن بريطاني، ولد في 12 يناير 1958 في كارديف في المملكة المتحدة، وتوفي بنفس المكان في 11 أكتوبر 2016.